# Einschienenbahn Hiroshima
| Skyrail-Kabine |             |                               |                               |
| Streckenlänge: | 1,3 km      |                               |                               |
| Stromsystem: | 440 V =     |                               |                               |
| Maximale Neigung: | 253 ‰       |                               |                               |
| Zweigleisigkeit: | durchgehend |                               |                               |
| |             |                               |                               |
| Streckenverlauf |             |                               |                               |
| \| \| 1,3 \| Midori-chūō (みどり中央) \| Midori-chūō (みどり中央) \| \| \| 0,7 \| Midori-nakamachi (みどり中街) \| Midori-nakamachi (みどり中街) \| \| \| 0,0 \| Midoriguchi (みどり口) \| Midoriguchi (みどり口) \| \| \| \| Seno (瀬野) San’yō-Hauptlinie \| \| |             |                               |                               |
| U-Bahn-Haltepunkt / Haltestelle Anfang Hochstrecke (Strecke außer Betrieb) | 1,3         | Midori-chūō (みどり中央)      | Midori-chūō (みどり中央)      |
| U-Bahn-Haltepunkt / Haltestelle (Strecke außer Betrieb) | 0,7         | Midori-nakamachi (みどり中街) | Midori-nakamachi (みどり中街) |
| | 0,0         | Midoriguchi (みどり口)        | Midoriguchi (みどり口)        |
| Strecke quer |             | Seno (瀬野) San’yō-Hauptlinie | Seno (瀬野) San’yō-Hauptlinie |

Die Einschienenbahn Hiroshima (jap. 広島短距離交通瀬野線, Hiroshima tankyori kōtsū Seno-sen, dt. Hiroshima-Nahverkehrs-Seno-Linie) war seit dem 28. August 1998 Teil des ÖPNV der japanischen Stadt Hiroshima im Westen der Hauptinsel Honshu. Der Spitzname der Bahn im Stadtteil Seno des Stadtbezirks Aki-ku lautete Sky Rail Midorizaka-Linie (スカイレールみどり坂線, Sukai Rēru Midorizaka-sen, dt. Himmelsbahn Grüner-Hügel-Linie) bzw. kurz Sky Rail (スカイレール, Sukai Rēru). Der Betreiber war Sky Rail Service (スカイレールサービス株式会社, Sukai Rēru Sābisu Kabushiki-gaisha).
Für Ende April 2024 war aufgrund geringer Rentabilität die Stilllegung der Strecke und Ersatz durch Akkubusse geplant. Die offizielle Stilllegung der Strecke fand am 1. Mai 2024 statt, nachdem der Fahrbetrieb am Vortag, dem 30. April, um 12 Uhr eingestellt wurde.

## Strecke
Die Einschienenbahn begann in der Station Midoriguchi (みどり口), die unmittelbar neben dem Bahnhof Seno an der San’yō-Hauptlinie von JR West liegt. Über die Zwischenstation Midori-nakamachi führte die Bahn hinauf zu einem auf den nahe gelegenen Hügeln neu entstandenen Wohngebiet, wo sie in der Station Midori-chūō endete. Die Strecke war 1,3 Kilometer lang und überwand einen Höhenunterschied von 160 Metern, wobei die Neigung bis zu 253 ‰ betrug.

## Technik
Bei der mit 440 Volt Gleichspannung elektrifizierten Einschienenbahn handelte es sich um eine Hängebahn vom Typ 3, umgesetzt als seilbahnähnliches System wie eine Dreiseilumlaufbahn, wobei hier die beiden Tragseile ersetzt sind durch den I-Träger. Die Fahrzeuge waren Kabinen, die bis zu 25 Passagiere befördern konnten. Sie wurden auf der Tragschiene geführt und klinkten sich bei der Abfahrt in das Zugseil ein und an der Zielstation wieder aus. Es wurde meist im Zehnminutentakt gefahren, möglich waren aber auch Abfahrten im 75-Sekunden-Abstand nach Bedarf.

## Bildergalerie

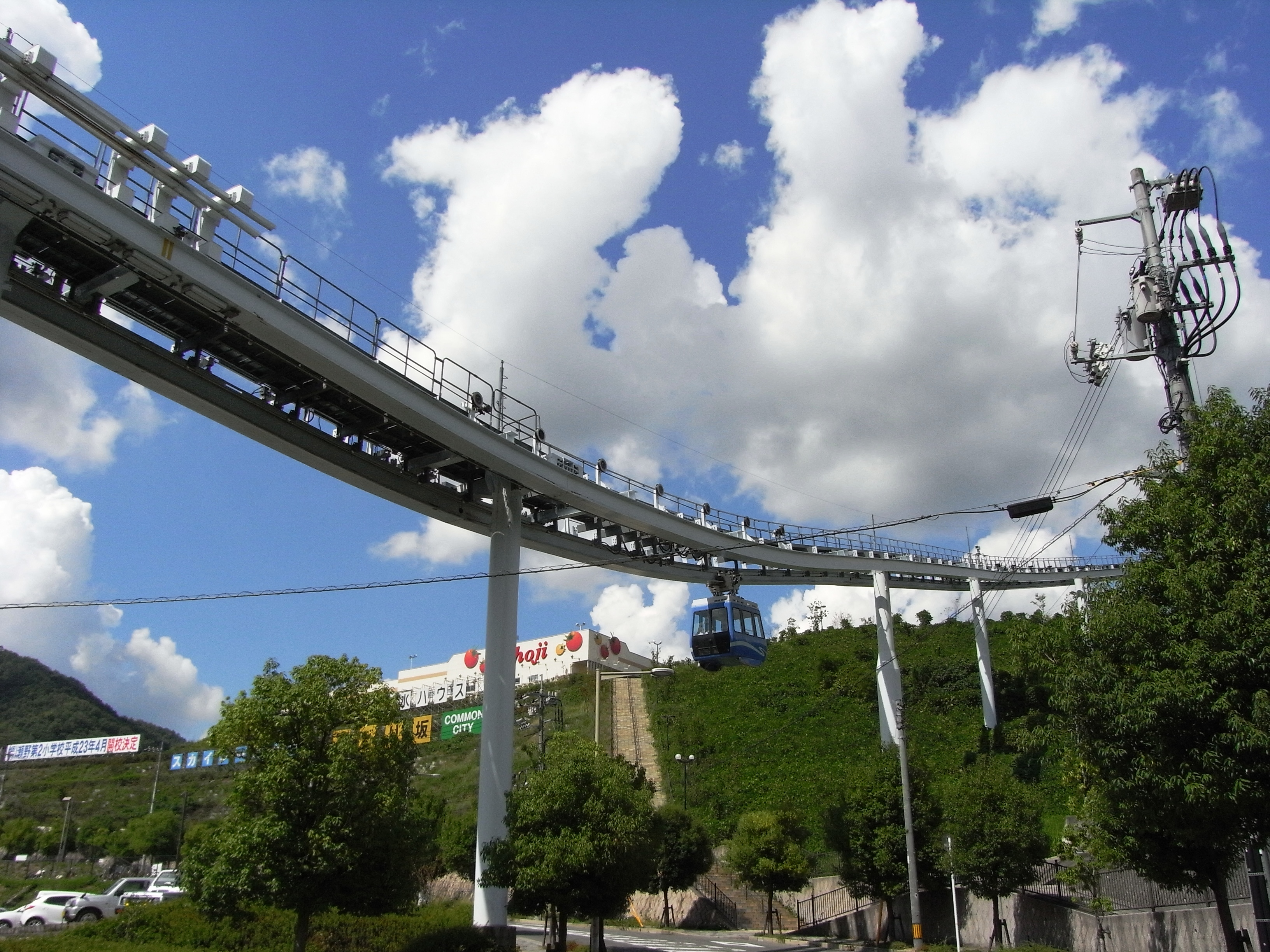
Eine Gondel erreicht die Talstation Midoriguchi
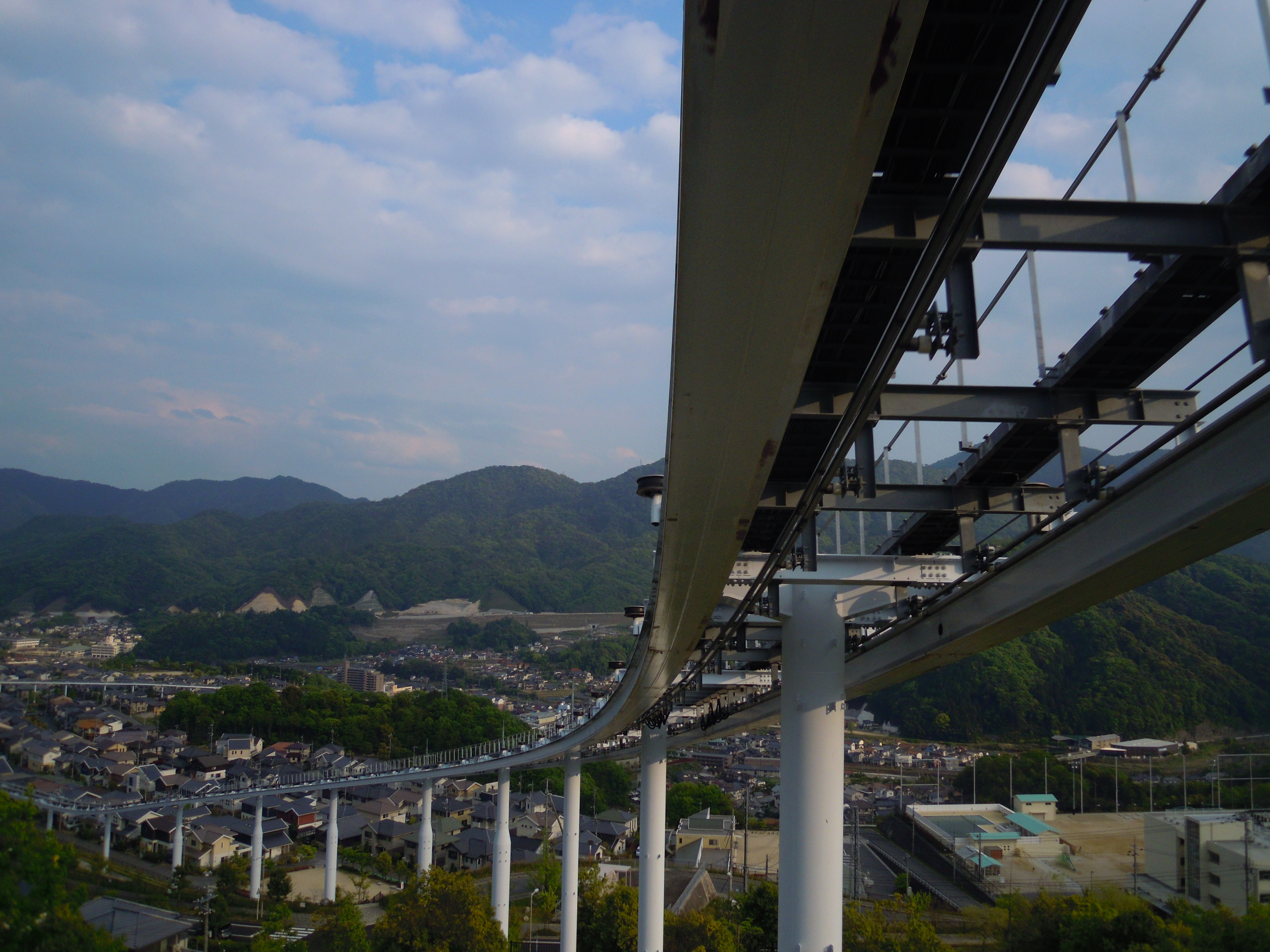
Die Strecke ist von der Bergstation Midori-chūō gut überschaubar
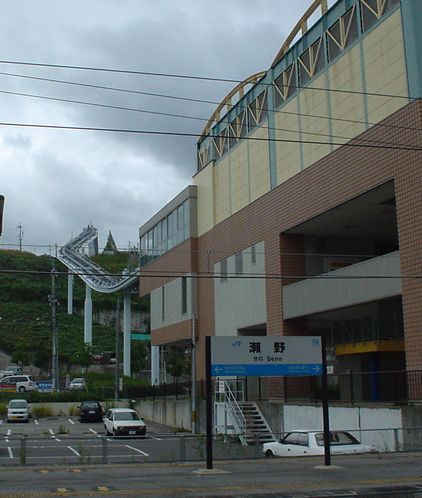
Sicht auf Talstation und Strecke vom Bahnhof Seno aus